# 穆爾水牛
穆爾水牛（學名：Bubalus murrensis）是一種已滅絕的水牛，生存年代為更新世中晚期，分布於歐洲各地，模式產地位於德國穆尔河畔施泰因海姆。

## 發現
穆爾水牛的頭骨化石最早在德國穆尔河畔施泰因海姆被發現，於1927年發表，當時被定名為Buffelus murrensis（Buffelus現為水牛屬Bubalus的異名）。隨後本種的化石在德國、法國、希臘、義大利、荷蘭、羅馬尼亞均有發現紀錄，但數量不多，且本種應不耐寒，其化石只在間冰期的地層出現，發現最多的地方是德國上萊茵的达姆施塔特、美因茨與海德堡一帶，共有約20件樣本出土。
俄羅斯莫斯科州科洛姆纳地方博物館中藏有一件1939年在附近村莊發現的完整水牛頭骨化石，年代為距今約12800年前，2020年經學者鑑定為穆爾水牛，並於同年將其發表為穆爾水牛的新亞種Bubalus murrensis extremus，為本種生存年代最晚的一支，其亞種名extremus來自拉丁文的邊緣，因其出現地點與同種其他化石出土區域有別而得名。